# Baudot de Noyelles-Wion

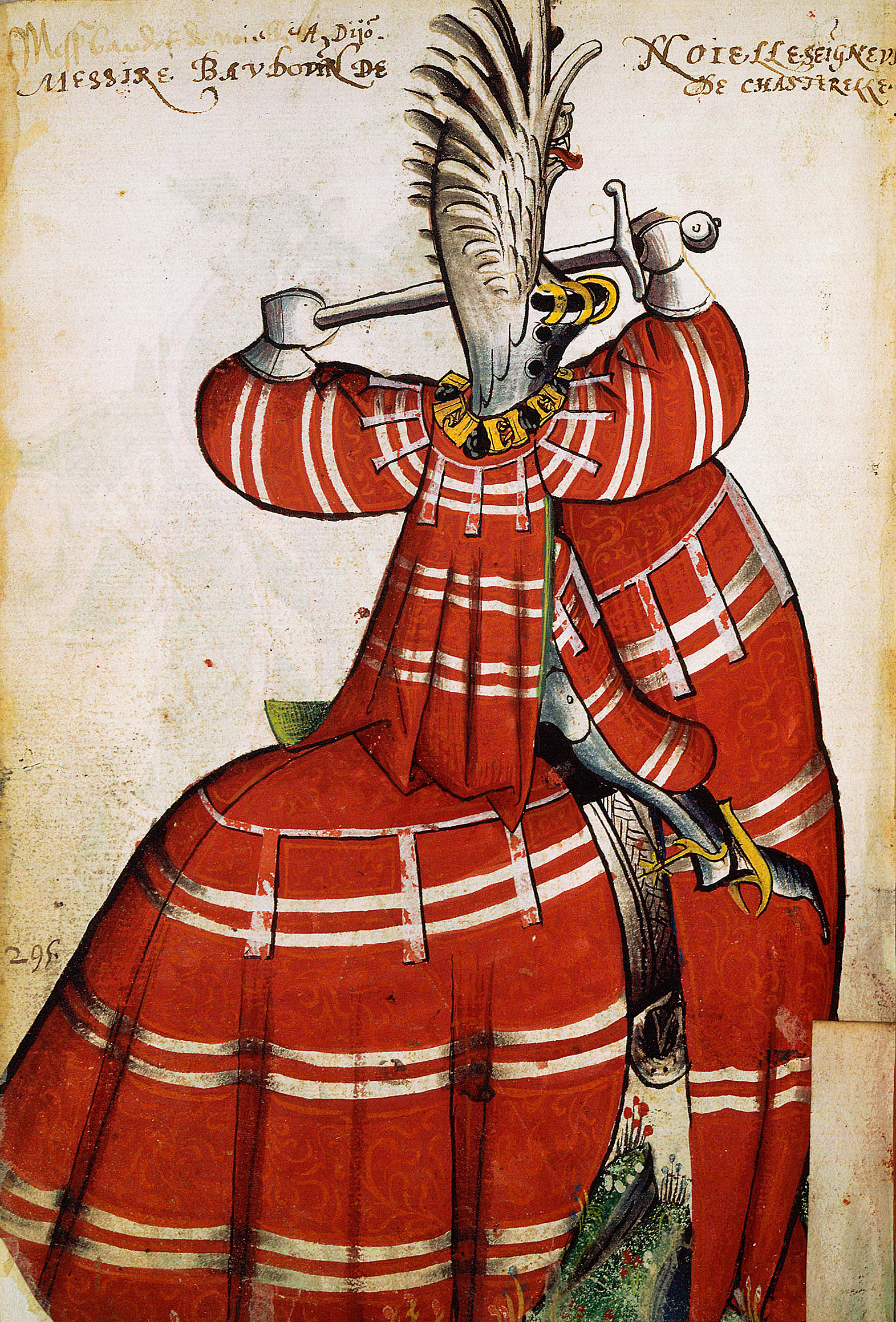
Baudot de Noyelles-Wion, Darstellung um 1473

Wappen von Baudot de Noyelles-Wion

Baudot de Noyelles-Wion († 1461), Seigneur de Noyelles, Catheux et de Tilloloy, war seit 1433 Ritter des Ordens vom Goldenen Vlies.
Er war der Sohn von Jean de Noyelles-Wion, genannt le Blanc Chevalier, und Marie de Rosimbos. Seine Ehefrau war Marie de Hangest, Tochter von Miles de Hangest und Louise de Craon.
Er war burgundischer Gouverneur der Vogteien (prévôtés) Péronne, Roye und Montdidier, Stellvertreter des Herzogs von Burgund als Generalleutnant (Lieutenant général) im picardischen Grenzgebiet (Marches de Picardie).
Am 23. Mai 1430 befand er sich mit den ihm unterstellten Soldaten in der Nähe von Compiègne auf einem isolierten Posten an der Straße nach Margny, eine halbe Stunde von der Stadt entfernt. Die Gruppe wurde am späten Nachmittag von Jeanne d’Arc und ihren Männern, die Compiègne verlassen hatten, überrascht und es kam zum Kampf. Die Aktion wurde von Johann von Luxemburg von Margny aus beobachtet, der wiederum sofort seine Soldaten in Marsch setzte und seinerseits zum Angriff überging. Als zudem die englische Garnison von Venette den königlichen Truppen den Rückzug nach Compiègne abschnitt, gerieten diese in Panik und ergriffen die Flucht. Jeanne d’Arc konnte von den Burgundern festgenommen werden.
Baudot de Noyelles wurde im Jahr 1433 in den Orden vom Goldenen Vlies aufgenommen.